# Hoover (Alabama)
Hoover ist eine amerikanische City in den Counties Jefferson und Shelby, im Bundesstaat Alabama, in den Vereinigten Staaten. Das U.S. Census Bureau hat bei der Volkszählung 2020 eine Einwohnerzahl von 92.606 ermittelt.

## Geographie
Hoovers geographische Koordinaten lauten 33° 23′ N, 86° 48′ W (33,386435, −86,804938). Hoover liegt am Oberlauf des Cahaba River.
Nach den Angaben des United States Census Bureaus hat die City eine Gesamtfläche von 113,1 km², wovon 111,7 km² auf Land und 1,3 km² (= 1,17 %) auf Gewässer entfallen.

## Geschichte
Die Eintragung als City erfolgte 1967. Bis in die 1980er Jahre war die Stadt überwiegend durch Wohngebiete geprägt. Dies änderte sich mit dem Bau der Interstate-Autobahn I-459, welche Birmingham südlich und südöstlich umgeht und eine direkte Verbindung von I-20/I-59 westlich und östlich Birminghams mit der südwärts führenden I-65 herstellte.

## Demographie
Zum Zeitpunkt des United States Census 2000 bewohnten Hoover 62.742 Personen. Die Bevölkerungsdichte betrug 561,7 Personen pro km². Es gab 27.150 Wohneinheiten, durchschnittlich 243,0 pro km². Die Bevölkerung Hoovers bestand zu 87,66 % aus Weißen, 6,77 % Schwarzen oder African American, 0,16 % Native American, 2,89 % Asian, 0,03 % Pacific Islander, 1,40 % gaben an, anderen Rassen anzugehören und 1,09 % nannten zwei oder mehr Rassen. 3,79 % der Bevölkerung erklärten, Hispanos oder Latinos jeglicher Rasse zu sein.
Die Bewohner Hoovers verteilten sich auf 25.191 Haushalte, von denen in 33,4 % Kinder unter 18 Jahren lebten. 59,4 % der Haushalte stellten Verheiratete, 7,2 % hatten einen weiblichen Haushaltsvorstand ohne Ehemann und 30,9 % bildeten keine Familien. 25,9 % der Haushalte bestanden aus Einzelpersonen und in 6,3 % aller Haushalte lebte jemand im Alter von 65 Jahren oder mehr alleine. Die durchschnittliche Haushaltsgröße betrug 2,47 und die durchschnittliche Familiengröße 3,00 Personen.
Die Bevölkerung verteilte sich auf 24,8 % Minderjährige, 7,9 % 18–24-Jährige, 32,6 % 25–44-Jährige, 23,8 % 45–64-Jährige und 10,9 % im Alter von 65 Jahren oder mehr. Der Median des Alters betrug 36 Jahre. Auf jeweils 100 Frauen entfielen 95,1 Männer. Bei den über 18-Jährigen entfielen auf 100 Frauen 91,5 Männer.
Das mittlere Haushaltseinkommen in Hoover betrug 67.679 US-Dollar und das mittlere Familieneinkommen erreichte die Höhe von 86.160 US-Dollar. Das Durchschnittseinkommen der Männer betrug 55.660 US-Dollar, gegenüber 34.836 US-Dollar bei den Frauen. Das Pro-Kopf-Einkommen belief sich auf 33.361 US-Dollar. 3,4 % der Bevölkerung und 2,1 % der Familien hatten ein Einkommen unterhalb der Armutsgrenze, davon waren 2,7 % der Minderjährigen und 3,9 % der Altersgruppe 65 Jahre und mehr betroffen.

## Stadtviertel
- Bluff Park
- Caldwell Mill
- Green Valley
- Greystone
- Inverness
- Lake Cyrus
- Patton Chapel
- Riverchase
- Rocky Ridge
- Ross Bridge
- Russell Springs
- Russet Woods
- Shades Mountain
- Trace Crossings

## Persönlichkeiten
- Will Reichard (* 2001), Footballspieler
- Hannah Alligood (* 2003), Schauspielerin

## Sonstiges
In Hoover befindet sich die Aldridge Botanical Gardens, ein 121.000 m² großer botanischer Garten.